# Parasclerobia pimatella
Parasclerobia pimatella är en fjärilsart som beskrevs av Caradja 1927. Parasclerobia pimatella ingår i släktet Parasclerobia och familjen mott. Inga underarter finns listade i Catalogue of Life.